# Balbalasang-Balbalan-Nationalpark
Der Balbalasang-Balbalan-Nationalpark liegt in der Cordillera Central der Philippinischen Kordilleren auf der Insel Luzon. Er gehört zu dem Verwaltungsgebiet Cordillera. Der Balbalasang-Balbalan-Nationalpark wurde am 9. Dezember 1974 mit dem Präsidentenerlass 1357 eingerichtet und in dem NIPAS-Gesetz als ein Biosphärenpark ausgewiesen. Er fällt unter die IUCN-Kategorie II als Nationalpark und hat die WDPA-ID 5216.
Er erstreckt sich auf einer Fläche von 3.923 Hektar auf einem Höhenband von 700 bis 2.456 Metern, dem Mount Sapocoy im Zentrum des Parkes. Der geschützte Bereich des Balbalasang-Balbalan-Nationalparks liegt zwischen zwei Höhenzügen, die durch das Tal des Saltan-Flusses geteilt werden. Das Gelände wird durch die steilen Gebirgshänge mit hohen Kliffs und einigen Felsenformationen charakterisiert.
Viele endemische Tier- und Pflanzenarten wie die Riesenborkenratte Phloeomys pallidus oder die nahezu unbekannten Froscharten Kaloula baleata kalingenses und Kaloula rigida sowie die Schmetterlinge Papilio benguetanus und Papilio chikae sind hier beheimatet.